# Gran Premio de Trípoli

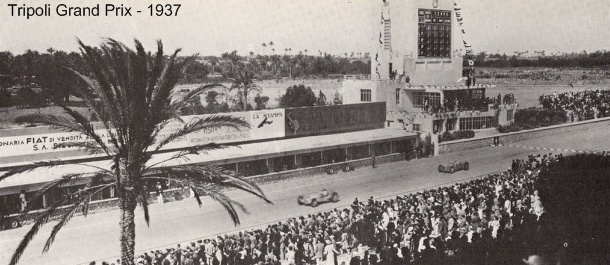
Gran Premio de Trípoli 1937.

El Gran Premio de Trípoli (en italiano: Gran Premio di Tripoli) fue una carrera de motor celebrada por primera vez en 1925 en un circuito a las afueras de Trípoli, por aquel entonces una colonia de Italia. Se siguió celebrando hasta 1940.

## Trasfondo

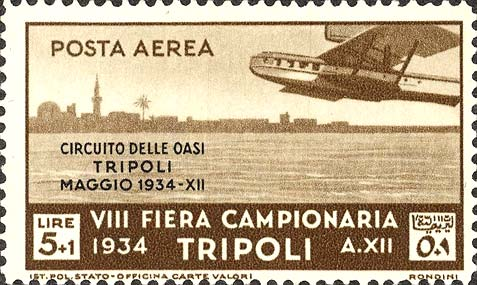
La imagen da una idea de cómo era el deporte

La carrera de motor era un deporte extremadamente popular en Italia, y la colonia estaba buscando métodos para conseguir capital y aumentar el turismo; turistas que, esperaban, decidieran establecerse en Trípoli. 
Pero a pesar del apoyo extremadamente entusiasta del gobernador, Emilio de Bono, y algún éxito inicial, las carreras fracasaron económicamente. Solo la intervención personal del general De Bono evitó que el evento fuera cancelado en 1929, y en 1930 fue empañado por un campo espartano, poco interés público y la muerte de Gastone Brilli-Peri en un accidente. El inicial entusiasmo y los patrocinadores se retiraron, y la repercusión del accidente de Brilli-Pieri hizo que en 1931 la carrera fuera imposible, terminando con el sueño de un Gran Premio de Trípoli exitoso.
Pero el presidente del club de coches de Trípoli, Edigio Sforzini, era perseverante. Decidió organizar otro Gran Premio, esta vez con el propósito de construir un circuito de carreras al estilo europeo. El gobierno italiano proporcionó suficiente capital buscando promocionar la colonia, y para poder completar el circuito se retrasó la competición hasta la primavera de 1933.
Esta nueva pista de Lago Mellaha era de 13.140 kilómetros, y se situaba en una gran cuenca de sal entre Trípoli, Suq al Jum'ah (también conocido como Suk el Giuma o Sugh el Giumaa (سوق الجمعة)) y Tajura. El punto más distintivo de la pista era una blanca y brillante torre situada en frente de una gran tribuna que podía albergar a más de 10.000 personas. El lago Mellaha fue equipado con luces de salida, una innovación, y los servicios adicionales que rivalizaban con lo mejor que el continente europeo pudiera ofrecer. 
Con Italia ejerciendo mayor control bajo sus posesiones en el Norte de África, incluido el nombramiento de Italo Balbo como Gobernador General y la fusión de la Italia Cirenaica y la Tripolitana en una sola colonia, Libia, el evento ganó aún más espectáculo. Los participantes eran tratados como la realeza, disfrutando de lujos en el Hotel Uaddan , con casino, cena teatralizada y siendo recibidos por el Mariscal Balbo en su palacio. Todo esto llevó a Dick Seaman a describir el lago Mellaha como el "Ascot de los circuitos de carreras", lo cual, sumado a su premio total, hizo al Gran Premio de Trípoli una fecha popular en el calendario.
De 1933 a 1938, el Gran Premio fue llevado al nivel de Formula Libre, lo que significaba que no había restricciones de peso ni de motor, lo que hizo del circuito el más rápido del mundo. En 1939 los italianos, cansados de la predominancia de Alemania en la competición, la convirtieron en carreras de Voiturette para coches pequeños de 1500cc, pero aun así, Hermann Lang ganó la competición con un Mercedes especialmente construido para la ocasión.
En 1940, con solo los equipos de Alfa Romeo y Maserati además de algunos equipos independientes que asistieron, Giuseppe Farina consiguió su única gran victoria antes de la entrada de Italia en la Segunda Guerra Mundial.

### 1933 – Acusación de juego sucio
El Gran Premio se realizó en conjunto con la lotería estatal libia y, en el caso del evento inaugural del lago Mellaha, hubo durante mucho tiempo acusaciones sobre la fijación de los resultados. De octubre de 1932 al 16 de abril de 1933, el gobierno vendió boletos de lotería de 12 liras y, después de tomar su parte, ofrecieron el resto como el premio de un sorteo especial basado en el resultado de la carrera. Ocho días antes del evento se extrajeron al azar treinta billetes de asistencia y se les asignaron las entradas de carrera correspondientes. El titular de la entrada recibiría tres millones del liras, el que quedara en segundo lugar dos millones y el tercero, un millón. La historia se dio a conocer por primera vez en el libro de 1958 La velocidad era mi vida (Männer, Frauen und Motoren: Die Erinnerungen des Mercedes-Rennleiters). Denunció que Tazio Nuvolari, Achille Varzi y Baconin Borzacchini, junto con los dueños de las entradas, habían conspirado para decidir el resultado de la carrera con objeto de repartirse unas siete millones y medio de liras juntos. La investigación, sin embargo, sugiere que la historia es un mito popular.

## Ganadores
| Año  | Piloto              | Constructor   | Localización |
| ---- | ------------------- | ------------- | ------------ |
| 1925 | Renato Balestrero   | OM            | Trípoli      |
| 1926 | François Eysermann  | Bugatti       | Trípoli      |
| 1927 | Emilio Materassi    | Bugatti       | Trípoli      |
| 1928 | Tazio Nuvolari      | Bugatti       | Trípoli      |
| 1929 | Gastone Brilli-Peri | Talbot        | Trípoli      |
| 1930 | Baconin Borzacchini | Maserati      | Trípoli      |
| 1933 | Achille Varzi       | Bugatti       | Mellaha      |
| 1934 | Achille Varzi       | Alfa Romeo    | Mellaha      |
| 1935 | Rudolf Caracciola   | Mercedes-Benz | Mellaha      |
| 1936 | Achille Varzi       | Auto Union    | Mellaha      |
| 1937 | Hermann Lang        | Mercedes-Benz | Mellaha      |
| 1938 | Hermann Lang        | Mercedes-Benz | Mellaha      |
| 1939 | Hermann Lang        | Mercedes-Benz | Mellaha      |
| 1940 | Giuseppe Farina     | Alfa Romeo    | Mellaha      |